# 黑龙江酸模
黑龙江酸模（学名：Rumex amurensis）为蓼科酸模属下的一个种。